# Verinópolis
A sé titular de Verinópolis é referente a uma antiga diocese localizada na Galácia Prima, onde hoje fica a Turquia.

## História
Verinópolis, identificável com as ruínas próximas de Köhne na atual Turquia, é uma antiga sé episcopal da província romana da Galácia Prima na diocese civil do Ponto. Fazia parte do Patriarcado de Constantinopla e era sufragânea da Arquidiocese de Ancara.
Dois bispos pertenceram a esta sé com certeza: Estêvão, presente no sexto concílio ecumênico de 680 e no chamado Concílio de Trulo de 692; e Ântimo, presente no Segundo Concílio de Niceia de 787. Sobre o bispo Sisínio, é incerto que tenha sido desta Diocese ou daquela homônima da Licônia.
Atualmente Verinópolis funciona como sé episcopal titular; está em sede vacante desde 22 de novembro de 1982, quando Dom Serafim Fernandes de Araújo tornou-se arcebispo-coadjutor da Arquidiocese de Belo Horizonte. Em algumas fontes, também é chamada de Uranopolitana ou Uranópolis.

## Prelados

### Bispos
- Estêvão † (antes de 680 - depois de 692)
- Ântimo † (mencionado em 787)
- Sisínio ? † (antes de 869 - depois de 879)

### Bispos-titulares
- Luís Álvares de Figueiredo † (1716 - 1725[4])
- Eugénio de Trigueiros, O.S.A. † (1725 - 1735[5])
- Johann Franz Riccius † (1739 - 1756)
- Jan Stefan Giedroyć † (1763 - 1765)
- Ignacy Błażej Franciszek Krasicki † (1766 - 1766)
- Krysztof Hilary Szembek † (1767 - 1784)
- Józef Olechowski † (1786 - 1809)
- Giovanni Battista Bagnasco † (1828 - 1837)
- Joseph William Hendren, O.F.M. † (1848 - 1850)
- Johannes Fredericus Antonius Kistemaker † (1852 - 1883)
- Thomas J. McRedmond † (1889 - 1891)
- Rogatien-Joseph Martin, SS.CC. † (1892 - 1912)
- Domingos Carrerot, O.P. † (1912 - 1920[6])
- Silvino Ramírez y Cuera † (1921 - 1922)
- Jean-Marie Cessou, S.M.A. † (1923 - 1945)
- John Thomas Toohey † (1948 - 1956)
- Serafim Fernandes de Araújo † (1959 - 1982[7])